# Boeing EC-18B
El EC-18B fue un avión de la Fuerza Aérea de los Estados Unidos que consistió en cuatro ejemplares del Boeing C-135 Stratolifter modificados, utilizados para realizar misiones de Advanced Range Instrumentation Aircraft (ARIA) en apoyo al programa espacial Programa Apolo.

## Desarrollo
El desarrollo del EC-18B comenzó a finales de los años 1960s, cuando surgió la necesidad de un sistema de monitoreo avanzado para las misiones espaciales de la NASA. Con el objetivo de cumplir con estas necesidades, varios aviones Boeing C-135 Stratolifter fueron modificados para convertirse en plataformas de instrumentación. Estos aviones estaban equipados con tecnología avanzada de Telemetría y sistemas de Radar que les permitían recopilar datos críticos durante el lanzamiento y las operaciones de recuperación de naves espaciales.
En un principio, los aviones modificados recibieron la designación E-7. Sin embargo, esta designación fue posteriormente actualizada a EC-18B para reflejar más adecuadamente su función como Avión de instrumentación electrónica. Este cambio de designación también coincidió con una mejora en las capacidades de los aviones, que incluían la instalación de sofisticados sistemas de comunicación y monitoreo.

## Diseño
La aeronave está equipada con un motor Turbofán Pratt & Whitney JT3D, que ofrece un rendimiento confiable y eficiente en vuelos de larga duración.
ElFuselaje del EC-18B presenta una estructura robusta y alargada, proporcionando un amplio espacio para equipos de instrumentación avanzados y personal de apoyo. La cabina ha sido modernizada y adaptada para permitir un mejor acceso a los sistemas de monitoreo y control. Además, está dotada de modernos instrumentos de vuelo y comunicación, lo que garantiza un control efectivo durante las misiones.
El Tren de aterrizaje se compone de un sistema de tres ruedas, con dos ruedas principales ubicadas bajo el fuselaje y una rueda delantera, lo que proporciona estabilidad durante el Despegue y el Aterrizaje.
El EC-18B dispone de múltiples Puntos de anclaje en sus alas fuselaje, que permiten la instalación de diversos equipos de telemetría y sensores para la recopilación de datos en tiempo real. Esta capacidad es fundamental para sus misiones de apoyo al Programa espacial Apolo, donde se requería una precisión extrema en la captura y transmisión de información.
La aeronave cuenta con una serie de modificaciones aerodinámicas que optimizan su rendimiento en vuelo. Estas incluyen mejoras en la superficie alar y dispositivos de control que permiten una mejor maniobrabilidad y estabilidad a altitudes elevadas.

## Historia operacional
- Origen y Desarrollo Inicial:
  - En los años 60, la NASA identificó la necesidad de establecer estaciones de Telemetría móviles para cubrir misiones de larga distancia, como las del Programa Apolo. En colaboración con el Departamento de Defensa de los Estados Unidos (DoD), desarrollaron el concepto de aviones de Telemetría y rastreo, que podrían operar sin las limitaciones geográficas de las estaciones terrestres o los Buques de telemetría.[2]
  - Inicialmente, se modificaron ocho aviones Boeing C-135 Stratolifter en 196, conocidos como EC-135N y operados como Apollo/Range Instrumentation Aircraft (A/RIA) por la Air Force Eastern Test Range (AFETR).
  - Tras el final del Programa Apolo, estos aviones pasaron a llamarse Advanced Range Instrumentation Aircraft (ARIA) y se destinaron a la 4950ª Ala de Pruebas en la Base Aérea de Wright-Patterson, Ohio, en 1975.[2]
- Conversión a EC-18B:
  - En 1982, la Fuerza Aérea de los Estados Unidos adquirió ocho Boeing 707-302C usados de American Airlines para convertirlos en EC-18B, versiones más grandes y avanzadas de los EC-135E. Estos aviones presentaban una mayor capacidad de carga y podían operar en pistas más cortas, mejorando así su flexibilidad operativa.
  - La primera misión operativa del EC-18B se llevó a cabo en 1986, en una misión en Kenia. Esta flota continuó prestando servicio a la Fuerza Aérea de los Estados Unidos para recoger telemetría en pruebas de Misiles, apoyo a lanzamientos espaciales y otras misiones críticas.[2]
- Asignación al 452° Escuadrón de Pruebas de Vuelo:
  - En 1994, el escuadrón fue transferido a la Base de Edwards de la Fuerza Aérea en California, bajo el 452° Escuadrón de Pruebas de Vuelo de la 412ª Ala de Pruebas. Desde allí, los EC-18B y EC-135E apoyaron misiones para la  NASA y el DoD en diversas ubicaciones globales
  - Los EC-18B proporcionaban telemetría en áreas remotas del Océano y otras zonas donde las estaciones terrestres no podían llegar, apoyando pruebas en bases como Cabo Cañaveral,, así como operaciones en colaboración con buques y Submarino.
- Reducción de la Flota y Modificaciones:
  - En 1998, debido a ajustes de estructura de la USAF, la flota fue reducida, perdiéndose un avión EC-18 y un EC-135. Sin embargo, los aviones restantes continuaron en uso activo, dotados de sistemas avanzados de control y finalización de vuelo remoto (RCC/FTS), radar de seguimiento y procesamiento de datos en tiempo real.
  - Los EC-18B también participaron en pruebas de misiles de crucero como Cruise Missile Mission Control Aircraft (CMMCA), donde operaban como plataforma de comando y control remoto, rastreando los misiles y retransmitiendo telemetría y comunicaciones de voz en tiempo real.[2]

## Variantes
- EC-135N ARIA y EC-135E ARIA: Fueron las versiones iniciales del programa ARIA, basadas en el Boeing EC-135. Estas aeronaves fueron las primeras en incorporar el sistema de Antena de telemetría de gran tamaño en el radomo dorsal, lo que les permitía rastrear y recibir datos de misiones espaciales y pruebas de misiles.
- EC-18B: En los años 80, algunos aviones del programa ARIA fueron modificados desde aviones Boeing 707 para asumir el rol de los EC-135. Estas versiones incorporaron un diseño más moderno y capacidades de telemetría mejoradas.
- EC-135E Advanced Range Instrumentation Aircraft: Fueron modificaciones posteriores en los aviones EC-135 para dotarlos de tecnología más avanzada y permitir misiones de mayor alcance y precisión en el seguimiento y telemetría.
- C-18A: Algunas aeronaves EC-18B fueron despojadas de su equipo ARIA y redesignados como C-18A para cumplir otros roles de transporte y apoyo, sin la capacidad de telemetría.[3]

## Operadores
- Fuerza Aérea de los Estados Unidos
- NASA

## Accidentes
- 6 de marzo de 1981: Un EC-135N ARIA se estrelló en las cercanías de El Cairo. La aeronave se dirigía a la región para realizar tareas de apoyo y recolección de datos, pero impactó contra una montaña. El accidente resultó en la muerte de las 17 personas a bordo.

## Especificaciones (EC-18B)

### Características generales
- Tripulación: 2
- Longitud: 53,04 m
- Envergadura: 39,88 m
- Altura: 13,21 m
- Perfil alar: NACA 0015
- Peso vacío: 83.250 kg
- Peso cargado: 131.540 kg
- Peso útil: 48.290 kg
- Peso máximo al despegue: 151.955 kg

### Rendimiento
- Velocidad máxima operativa (Vno): 600 km/h
- Velocidad crucero (Vc): 890 km/h
- Velocidad de entrada en pérdida (Vs): 220 km/h
- Alcance: 10.000 km
- Radio de acción: 3.500 km
- Alcance en combate: km
- Alcance en ferry: km
- Techo de vuelo: 13.720 m
- Régimen de ascenso: 15 m/s

## Aeronaves relacionadas
- Boeing 707 Cóndor
- Boeing RC-135
- Boeing E-6 Mercury
- Boeing EC-135